# Hyladelphys kalinowskii
Hyladelphys kalinowskii är en art i familjen pungråttor som förekommer i norra Sydamerika.
Djuret är bara känt från enstaka fynd och den vetenskapliga beskrivningen gjordes så sent som 1992. Utbredningsområdet sträcker sig från östra Peru över norra Brasilien till regionen Guyana. Området är huvudsakligen täckt av regnskog och utgörs av lågland eller bergstrakter upp till 1 000 meter över havet. Arten är aktiv på natten och vistas troligen främst i träd.
Arten listades först i släktet Gracilinanus men flyttades vid början av 2000-talet till ett eget släkte. Den skiljer sig markant i sina genetiska egenskaper från andra pungråttor. Medlemmar av Gracilinanus är 7 till 14 cm långa (huvud och bål) och har en 9 till 16 cm lång svans. Deras vikt ligger vid 30 gram. Hyladelphys kalinowskii borde ha ungefär samma storlek. Enligt en annan källa väger den endast 13 till 18 g. Pälsen på ovansidan och på extremiteterna är gråbrun med tendenser till kanelbrun. Undersidan är täckt av krämfärgad till vit päls. På strupen och vid bakfötterna förekommer orange päls. Individerna är 76 till 91 mm lång (huvud och bål) och har en 102 till 117 mm lång svans. Ansiktet kännetecknas av en mörk mask över ögonen samt av vita kinder. De stora nakna öronen blir 15 till 19 mm långa. Bakfötterna tår är utrustade med långa böjda klor.
IUCN listar arten trots att den är dålig känd som livskraftig (LC).